# Пипин (король Италии)
Пипин (Пипин Итальянский; фр. Pepin d'Italie; имя при рождении — Карломан; 777 — 8 июля 810, Милан) — король Италии с 781 года из династии Каролингов.
Сын Карла Великого и Хильдегарды из Винцгау. Его воспитателем, а затем советником был кузен Карла Великого Адальгард Корбийский.
15 апреля 781 года Пипин получил от отца Итальянское королевство и новое имя — Пипин, в честь своего деда.
В 791 году Пипин совершил удачный поход против князя Беневентского Гримоальда III на юг Италии, подвергнув часть территории герцогства Беневенто опустошению. Позднее к Франкскому государству была присоединена Истрия.
Поход повторился в 793 году, но был приостановлен из-за голода и падежа лошадей.
В 796 году Пипин направлен отцом против аваров. Подойдя к Дунаю, он стал там лагерем; авары, видя столь огромную армию, убили своего кагана и с новыми вождями предстали перед Пипином, предлагая ему землю и власть. Но Пипин двинулся дальше на восток, разрушил Ринг (укреплённый лагерь, «столицу» аваров) и овладел большой добычей.
В 809—810 году вёл военные действия против Венеции, во время которых в течение шести месяцев осаждал острова лагуны.
Умер в Милане 8 июля 810 года.